# 柳桥镇 (扶绥县)
柳桥镇，是中华人民共和国广西壮族自治区崇左市扶绥县下辖的一个乡镇级行政单位。

## 行政区划
柳桥镇下辖以下地区：
柳桥社区、雷大村、上屯村、岜留村、灶瓦村、新村、渠齐村、西长村、扶岜村、坡利村、坡龛村、平坡村和那加村。